# Naturalismo (lingüística)
El naturalismo es, en lingüística, una concepción filosófica del lenguaje como producto de la naturaleza, igual que lo sería cualquier otro ser.
Esta idea se opone al convencionalismo y fue defendida por los primitivos gramáticos griegos, destacando entre ellos Crátilo.
Para los naturalistas la lengua sería en su origen clara, veraz, y totalmente adecuada y es con su uso y con el paso de los siglos como el hombre la degrada y la desfigura. Esta concepción está muy relacionada con la concepción religiosa de la Grecia Antigua.
Proponían los naturalistas una etimología mediante la cual se buceara en las formas originales de las que derivaba el lenguaje que hablaban, para recomponerlas y restituir los significantes con los significados de forma necesaria. Es decir, retomar la contingencia que ellos creían entre la palabra y el objeto que designa.
- Datos: Q3337086